# Адвайта-веданта
Адва́йта-веда́нта (санскр. अद्वैत वेदान्त — «не-двойственная веданта») — индийское философское учение о тождестве человеческого духа с мировым духом (advaita = «недвойственность», «единство»), одна из школ Веданты. Согласно этому учению, дух человека и верховный дух составляют одно целое; всё, что мы видим в мире — разные формы, произведённые мировым духом, и в то же время впечатления нашей души. Вне нашей души и вне верховного духа нет ничего. Таким образом, весь мир есть не что иное, как наша иллюзия, наше представление. Только наше незнание заставляет нас отделять нашу душу от мирового духа и считать её существующей отдельно и независимо. Устранение этого незнания приводит к полному освобождению человеческой души от неумолимого закона о переселении душ и достигается изучением философских истин Веданты. Основной тезис записан так: «Брахман реален. Мир нереален. Джива [индивидуальная душа; индивидуальное сознание; эго] и Брахман — одно и то же»; в этом ключе учение трактует знаменитое изречение Упанишад «тат твам аси» («ты есть то»). Адвайту Шанкары исповедуют всего 10% индуистов.
Основоположники — Гаудапада (VI век) и Шанкара (788—820 годы). Ряд индологов считает именно адвайта-веданту Шанкары естественной, логичной и наиболее точной трактовкой Упанишад. 

## Обоснование иллюзорности мира
Уже в Упанишадах наряду с трактовкой Брахмана как Творца мира, обладающего всеми возможными позитивными характеристиками, появилась тенденция считать, что в действительности к нему неприложимы вообще никакие характеристики. Но если подлинно реальная сущность неописуема, то, вероятно, описуемое — нереально. Гаудапада обосновывает именно это. Он показывает, что сновидение и «реальный» мир неотличимы друг от друга: объекты «реального» мира — это тоже определённые представления и потому несубстанциальны; они преходящи, а преходящее не может быть реальным; они точно так же вплетены в человеческую деятельность, как объекты сновидений — в нашу деятельность во сне; пища, принятая во сне, не может утолить голод наяву, но и наоборот — «реальная» пища не может удовлетворить голод во сне. Далее, в «реальном» мире должны существовать причинно-следственные отношения, но таковые просто невозможны: если следствие содержится в причине, то оно уже есть, возникновение его «невозможно»; если же не содержится, то причина отлична от следствия и породить его не может. Аналогично показывается, что причина и следствие не могут быть ни одновременными, ни разновременными. Далее, если данное следствие порождено некой причиной, она — другой, та — третьей и т. д., то налицо регресс в бесконечность. Если же в начале всего стоит одна вечная Первопричина, то это опять-таки невозможно: вечное не может породить невечное. Таким образом, многообразный мир не может считаться реальным и не мог быть сотворён реально существующим Творцом. Многообразие индивидуальных душ-джив — одна из иллюзий. Реален только Брахман — истинный, сознательный и блаженный. Мокша — духовное освобождение — заключается в осознании своей тождественности Брахману.
Шанкара и его последователи уточнили, в каком смысле мир иллюзорен. Было введено понятие трёх уровней реальности: парамартхика (истинная реальность), вьявахарика (условная реальность) и пратибхасика (призрачная реальность). К парамартхике относится только Брахман — только он действительно реален. Вьявахарика — то, что обычно считается реальностью: материальный мир, множественность субъектов, Ишвара — Владыка мира и его Творец, религиозные установления. Всё это не обладает подлинной реальностью, но не является и совершенно ложным — хотя бы в силу общезначимости таких представлений. К пратибхасике относятся сновидения, миражи и т. п., которые тоже в каком-то смысле реальны: если нам что-то приснилось, то это действительно приснилось. Совершенно нереальные вещи — туччха (например, «сын бесплодной женщины») — не подпадают ни под одну из этих категорий.
Современник Шанкары Мандана Мишра, автор трактата Брахмасиддхи (Установление Брахмана), тоже утверждает, основываясь на авторитете Упанишад, что любая множественность нереальна, но основывается на Майе.
Многие индологи считают Шанкаровскую «майю — иллюзию», объективной интерпретацией учения Упанишад о мире.

### Учение о майе
Брахман сам по себе не является ни управителем, ни творцом видимого мира. Этот мир «создаётся» майей — совершенно особой сущностью, ни реальной, ни нереальной. Понятие «майя» играет в адвайте такую роль, что саму эту философскую систему часто называют майява́дой. Она лишена сознания, безначальна, непроявлена и неописуема. Кое в чём майя у Шанкары похожа на пракрити (материю) в санкхье, но она 1) совершенно несамостоятельна и 2) на уровне вьявахарики выступает как творческая сила Ишвары. Майя создаёт упадхи (от upa-ā-dhā «накладывать») — наложения, проекции из-за которых джива видит себя отличным от Брахмана и окруженным другими самостоятельными дживами, как на веревку в темноте накладывается образ змеи. Эти «наложения» неотделимы от Брахмана и являются принимаемыми Им формами, в множественности которых упускается их суть — единый Брахман. Противники Адвайты утверждают, что понятия всесовершенного единого Брахмана и затемняющей это единство майи в принципе несовместимы. Последователи отвечали, что майя ни реальна, ни нереальна и вообще неописуема.

## Путь к освобождению
Мокша — освобождение, прекращение перерождений — по Шанкаре, возможна только при опоре на Веды, в особенности на их заключительную часть — Упанишады. Строго говоря, Упанишады тоже принадлежат к уровню относительной истины, но занимают на этом уровне особое место. Они, говоря о Брахмане, не дают знания в обычном смысле — знания о некотором объекте: Брахман — чистый субъект и объектом чего бы то ни было, в том числе объектом дискурсивного познания, быть не может. Приписывая Брахману логически несовместимые характеристики и утверждая его тождество с Атманом — высшим Я человека — Упанишады разрушают обычный стиль мышления, кружащегося в пределах майи, уничтожают авидью — неведение и указывают путь к освобождению. Истина о том, что Брахман и Я — это одно и то же, раскрывается в последовательном снятии мнимых ограничений с Я, устранении ложных отождествлений Я с ограниченными явлениями — телом, умом, индивидуальным сознанием. Ум также необходим для правильного толкования Вед, но без опоры на них он не может вывести из сансары. После ознакомления с Ведами и правильного их истолкования наступает очередь йогической практики, благодаря которой человек непосредственно достигает освобождения. Но йогическая интуиция, не основанная на Ведах, согласно Шанкаре, к мокше не ведет.
Практика осознавания своей тождественности Брахману — это джняна-йога. Остальные виды религиозной практики, в том числе карма-йога и бхакти-йога, могут быть этапами в духовном совершенствовании. Более того, поклоняющиеся Брахману как Ишваре могут после смерти подняться к Хираньягарбхе — «мировому зародышу», а в конце кальпы получить истинное знание и достичь окончательного освобождения. Но достичь освобождения в этой жизни могут только те, кто изучает Веды и практикует джняна-йогу. Поскольку же к Ведам допущены только дваждырожденные, у шудр нет возможности освободиться в этой жизни.

## Адвайта и буддизм
Параллель с буддизмом, особенно с мадхьямикой, бросается в глаза. Противники Шанкары даже обвиняли его в криптобуддизме, при том, что сам Шанкара жестко критиковал основные школы буддистов. В мадхьямике, как и в адвайта-веданте, утверждается недвойственность (адвая) мира, призрачность деления на сансару и нирвану. Подлинной реальностью признается шунья — пустота, о которой, как и о Брахмане, нельзя сказать ничего. То, что есть страдающие существа, — тоже иллюзия: на высшей точке зрения все уже спасены, все находятся в нирване — как в адвайта-веданте все уже тождественны Брахману, нет ничего, кроме него. К тому же Брахман в адвайта-веданте — это мировое Я, в то время как шунья в некоторых взглядах буддизма (жентонг) также есть союз «ясности (сознания) и пустоты». Конечно, взаимовлияние буддизма и веданты имело место, но до полного слияния дело не дошло. В. С. Костюченко отмечает, что «в современной Индии это тема ряда философских симпозиумов и конференций. Дискуссии эти показали, что, во всяком случае, утверждения о „замаскированном буддизме“ адвайты являются упрощением и огрублением реального взаимоотношения обоих учений. Уже начиная с Шанкары (яростно критикующего буддизм во всех его вариантах) пути вновь начинают расходиться». По мнению Сарвепалли Радхакришнана «не подлежит сомнению, что Шанкара развивает всю свою систему из упанишад, а „Веданта-сутру“ разрабатывает безотносительно к буддизму». Ф. М. Мюллер аналогично отрицает влияние буддизма на Шанкару.
В энциклопедии Брокгауза и Ефрона С. А. Булич также подмечал: «Буддисты считают Шанкарачарью (вместе с Кумарилой) злейшим врагом своей религии и приписывают ему её падение, что, впрочем, преувеличено, так как буддизм продолжал держаться в Индии ещё более 6 веков после смерти Шанкарачарьи. Несомненно, однако, что учение Шанкарачарьи способствовало постепенному умиранию религии Будды в самой её родине».
Ранний Адвайтин Гаудапада (6–7 вв. Н. Э.) находился под влиянием буддизма. Гаудапда перенял буддийские доктрины о том, что высшая реальность - это чистое сознание (виджняпти-матра) и «что природа мира - это четырехугольное отрицание». Гаудапада «вплел обе доктрины в философию Мандукья- упанишады, которая была далее развита Шанкарой». Гаудапада также перенял буддийскую концепцию «аджаты» из философии Мадхьямаки Нагарджуны. Шанкаре удалось ввести майяваду Гаудапады в «Брахма-сутры» Бадараяны, «и придать ей locus classicus», вопреки реалистическому течению Брахма-сутр.
Хотя Шанкара имеет беспрецедентный статус в истории Адвайта Веданты, раннее влияние Шанкары в Индии сомнительно. До 11-го века сама Веданта была периферийной школой мысли, и до 10-го века Шанкара был в тени своего старшего современника Мандана Мишры.
Историческая слава и культурное влияние Шанкары и Веданты возросли лишь столетия спустя, в эпоху мусульманских вторжений и последующего опустошения Индии. Благодаря усилиям Видьяраньи (XIV в. н.э.), который создал легенды, чтобы превратить Шанкару в «божественного народного героя, который распространил свое учение посредством своей дигвиджайи («всеобщего завоевания») по всей Индии.
Позиция Шанкары ещё больше укрепилась в XIX и XX веках, когда неоведантисты и западные востоковеды возвысили Адвайту Веданту «как связующую богословскую нить, объединившую индуизм в единую религиозную традицию». Адвайта Веданта получила широкое признание в индийской культуре и за её пределами как парадигматический пример индуистской духовности, Шанкара стал «знаковым представителем индуистской религии и культуры», несмотря на то, что большинство индуистов не придерживаются Адвайта Веданты.

## Учители в традиции классической адвайта-веданты
- Гаудапада
- Шанкара
- Шанкарачарьи соответствующих Питхов

## Комментарии
1. ↑  The term "mayavada" is still being used, in a critical way, by the Hare Krshnas. See[27][28][29][30]